# Linha do Norte
Linha do Norte – portugalska główna linia kolejowa, która łączy dwa największe miasta Portugalii, Lizbonę i Porto. Jej długość wynosi 314 km i przecina kilka innych ważnych miastach, takich jak Vila Franca de Xira, Santarém, Entroncamento, Pombal, Coimbra, Aveiro, Espinho i Vila Nova de Gaia. Stanowi trzon portugalskiego systemu kolejowego przewozów ładunków i pasażerów
Wkrótce ma zostać wybudowana nowa linia dużych prędkości (do 320 km/h) w celu odciążenia tej linii, ponieważ osiągnęła już ona swoją przepustowość.